# Philoganga loringae
Philoganga loringae – gatunek ważki równoskrzydłej z rodziny Philogangidae.
Ważka ta rozmnaża się w strumieniach płynących przez gęste górskie lasy. Gatunek znany z Mjanmy, Tajlandii i Kambodży.